# Didelphinae
Sous-famille
Les Didelphinés (Didelphinae Gray, 1821) constituent une des deux sous-famille d’opossums d'Amérique.

## Liste des genres
Selon Mammal Species of the World (version 3, 2005)  (31 mai 2010) et ITIS (31 mai 2010) :
- genre Chironectes Illiger, 1811
- genre Didelphis Linnaeus, 1758
- genre Gracilinanus Gardner & Creighton, 1989
- genre Hyladelphys Voss, Lunde, & Simmons, 2001
- genre Lestodelphys Tate, 1934
- genre Lutreolina Thomas, 1910
- genre Marmosa Gray, 1821
- genre Marmosops Matschie, 1916
- genre Metachirus Burmeister, 1854
- genre Micoureus Lesson, 1842
- genre Monodelphis Burnett, 1830
- genre Philander Brisson, 1762
- genre Thylamys Gray, 1843
- genre Tlacuatzin Voss & Jansa, 2003

Selon NCBI (31 mai 2010), le genre Hyladelphys est placé directement sous Didelphidae, sans sous-famille, et en genre Cryptonanus est cité en plus.

## Liste des espèces
Selon Mammal Species of the World (version 3, 2005)  (31 mai 2010) :
- genre Chironectes
  - Chironectes minimus
- genre Didelphis
  - Didelphis albiventris
  - Didelphis aurita
  - Didelphis imperfecta
  - Didelphis marsupialis
  - Didelphis pernigra
  - Didelphis virginiana
- genre Gracilinanus
  - Gracilinanus aceramarcae
  - Gracilinanus agilis
  - Gracilinanus agricolai
  - Gracilinanus dryas
  - Gracilinanus emiliae
  - Gracilinanus formosus
  - Gracilinanus ignitus
  - Gracilinanus marica
  - Gracilinanus microtarsus
- genre Hyladelphys
  - Hyladelphys kalinowskii
- genre Lestodelphys
  - Lestodelphys halli
- genre Lutreolina
  - Lutreolina crassicaudata
- genre Marmosa
  - Marmosa andersoni
  - Marmosa lepida
  - Marmosa mexicana
  - Marmosa murina
  - Marmosa quichua
  - Marmosa robinsoni
  - Marmosa rubra
  - Marmosa tyleriana
  - Marmosa xerophila
- genre Marmosops
  - Marmosops bishopi
  - Marmosops cracens
  - Marmosops dorothea
  - Marmosops fuscatus
  - Marmosops handleyi
  - Marmosops impavidus
  - Marmosops incanus
  - Marmosops invictus
  - Marmosops juninensis
  - Marmosops neblina
  - Marmosops noctivagus
  - Marmosops parvidens
  - Marmosops paulensis
  - Marmosops pinheiroi
- genre Metachirus
  - Metachirus nudicaudatus
- genre Micoureus
  - Micoureus alstoni
  - Micoureus constantiae
  - Micoureus demerarae
  - Micoureus paraguayanus
  - Micoureus phaeus
  - Micoureus regina
- genre Monodelphis
  - Monodelphis adusta
  - Monodelphis americana
  - Monodelphis brevicaudata
  - Monodelphis dimidiata
  - Monodelphis domestica
  - Monodelphis emiliae
  - Monodelphis glirina
  - Monodelphis iheringi
  - Monodelphis kunsi
  - Monodelphis maraxina
  - Monodelphis osgoodi
  - Monodelphis palliolata
  - Monodelphis rubida
  - Monodelphis scalops
  - Monodelphis sorex
  - Monodelphis theresa
  - Monodelphis umbristriata
  - Monodelphis unistriata
- genre Philander
  - Philander andersoni
  - Philander frenatus
  - Philander mcilhennyi
  - Philander opossum
- genre Thylamys
  - Thylamys cinderella
  - Thylamys elegans
  - Thylamys karimii
  - Thylamys macrurus
  - Thylamys pallidior
  - Thylamys pusillus
  - Thylamys sponsorius
  - Thylamys tatei
  - Thylamys velutinus
  - Thylamys venustus
- genre Tlacuatzin
  - Tlacuatzin canescens